# 加贺谷穰
加贺谷穰（1968年—），日本著名CG大师，天文插画家。埼玉縣上尾市出生，毕业于东京设计学院平面设计系。他的作品以唯美的星座图案和希腊神话人物为主。
2006年，加贺谷穰将日本作家宫泽贤治的名作银河铁道之夜改编成全CG动画，并于2008年正式上映。
2003年9月，为表彰加贺谷穰在天文普及和艺术领域的贡献，国际天文联合会将11949号小行星命名为“Kagayayutaka”（加贺谷穰）。

## 外部連結
- 官方网站
- 加贺谷穰的Facebook專頁
- 加贺谷穰的Instagram帳戶
- KAGAYA工作室的X（前Twitter）
- 加贺谷穰的X（前Twitter）